# Eurosia accepta
Eurosia accepta là một loài bướm đêm thuộc phân họ Arctiinae, họ Erebidae.